# پاول کلینگن‌بورگ
پاول کلینگن‌بورگ (آلمانی: Paul Klingenburg; ۱۹ اکتبر ۱۹۰۷ – ۱۰ سپتامبر ۱۹۶۴) بازیکن واترپلو اهل آلمان بود.